# Internationales Rotkreuz- und Rothalbmondmuseum

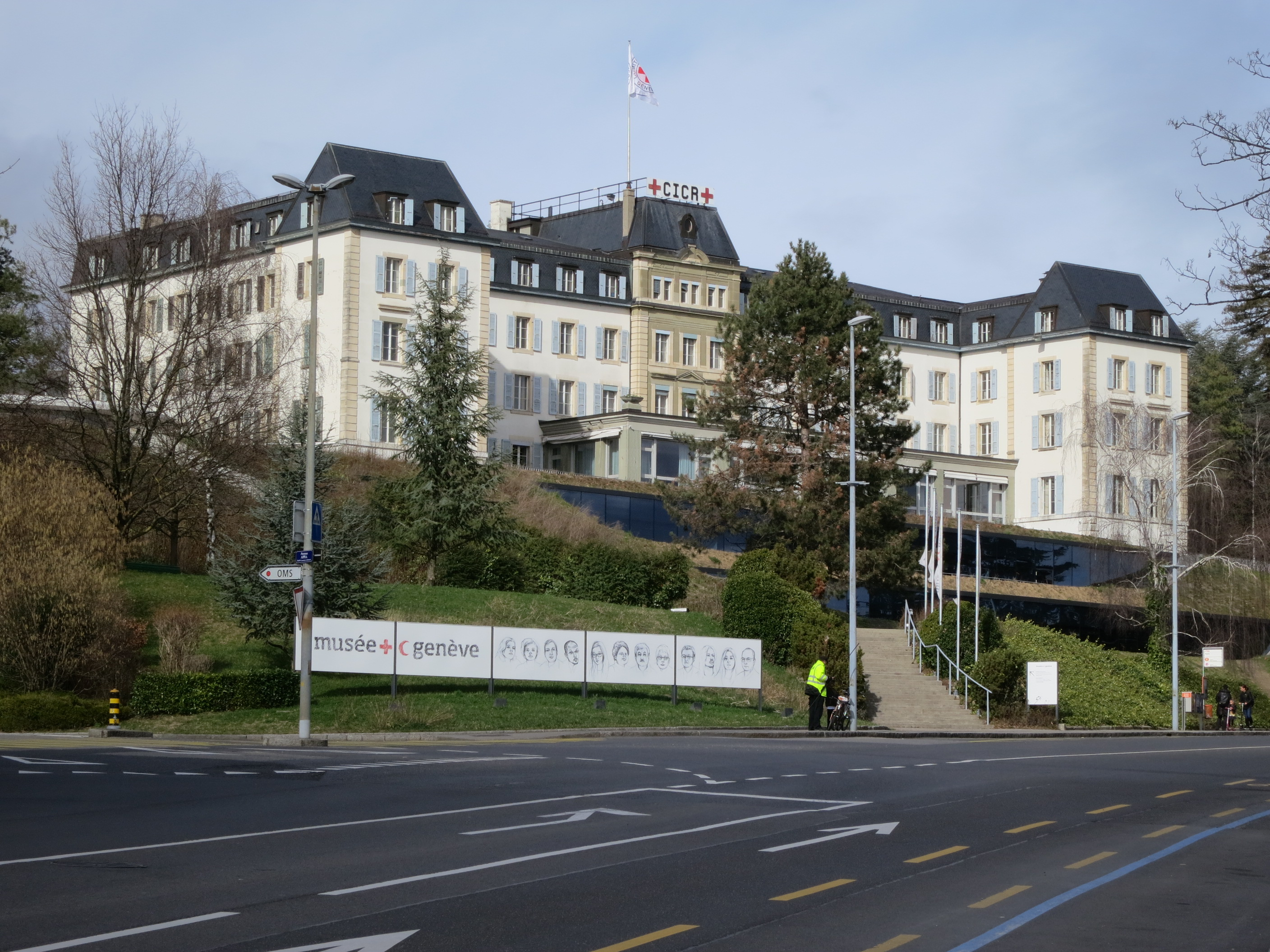
Blick auf das Hauptquartier des IKRK mit Hinweistafeln zum Museum

Das Internationale Rotkreuz- und Rothalbmondmuseum (franz. Musée international de la Croix-Rouge et du Croissant-Rouge, MICR) in Genf dokumentiert die Geschichte und die Aktivitäten der Internationalen Rotkreuz- und Rothalbmond-Bewegung.
Das 1988 eröffnete Museum befindet sich direkt neben dem Hauptsitz des Internationalen Komitees vom Roten Kreuz (IKRK) und wird jährlich von durchschnittlich 70.000 bis 80.000 Menschen besucht. Neben der Dauerausstellung werden im Museum auch wechselnde Sonderausstellungen gezeigt. Darüber hinaus besitzt das Museum eine Reihe von Sammlungen und verwahrt Deponate des Internationalen Komitees vom Roten Kreuz und der Internationalen Föderation der Rotkreuz- und Rothalbmond-Gesellschaften.

## Organisatorische Informationen

### Geschichte und Architektur

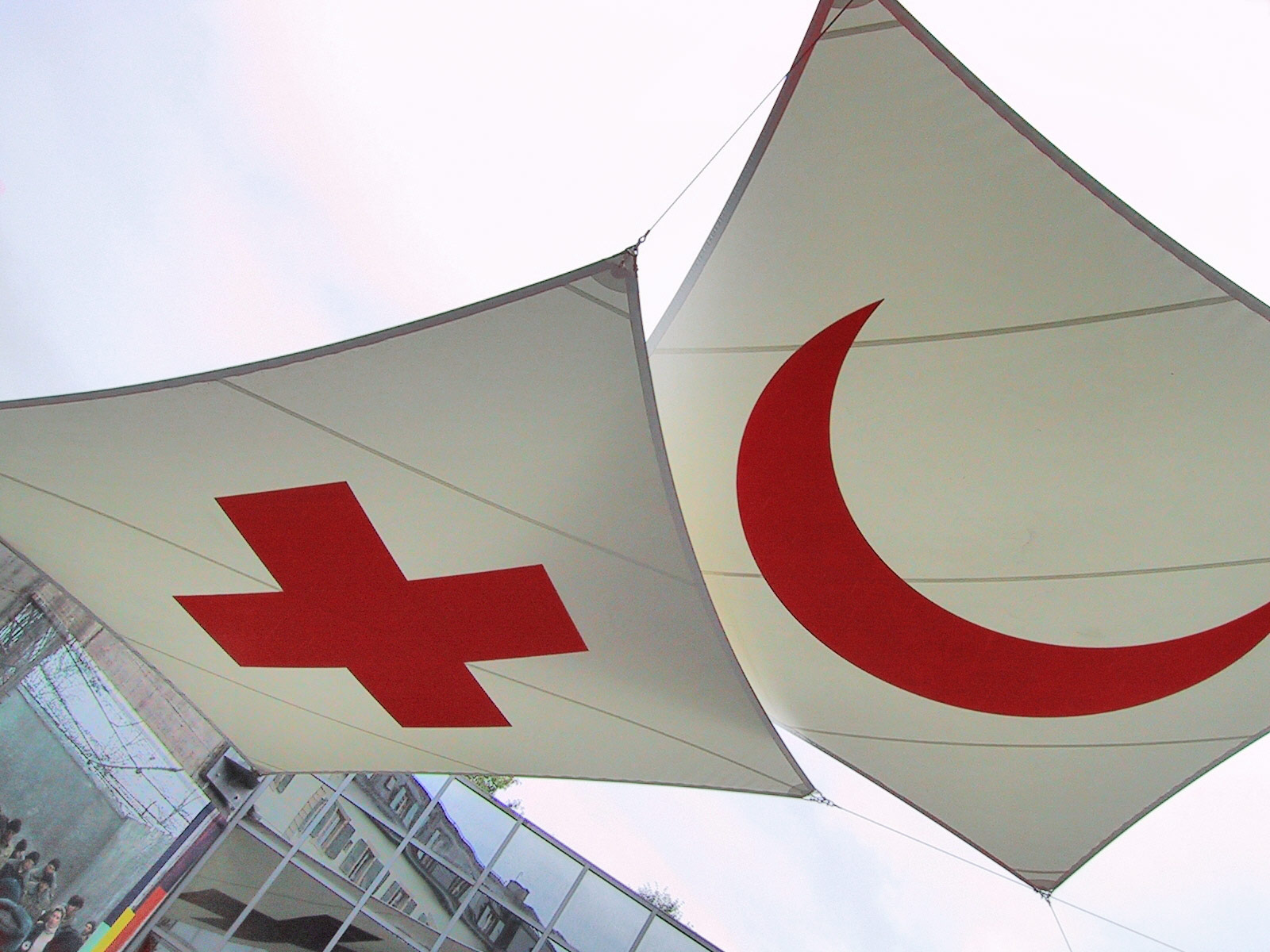
Die Symbole der Bewegung über dem Eingang

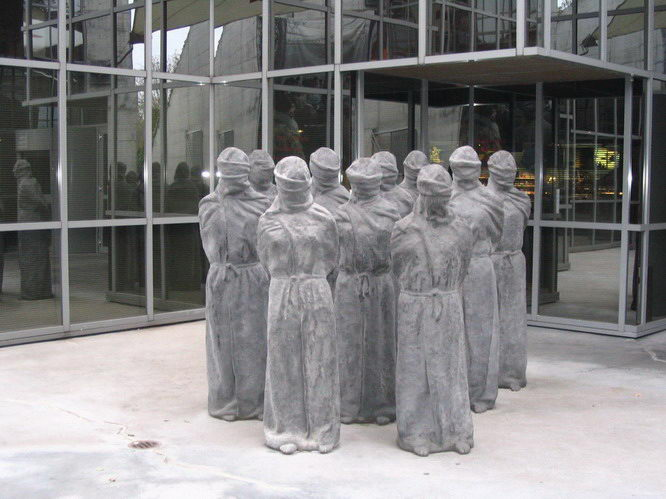
„Die Versteinerten“ am Eingang zum Museum

Das Museum geht zurück auf die Initiative des ehemaligen IKRK-Delegierten Laurent Marti, der ab 1975 für diese Idee warb. Er gilt damit offiziell als Gründer des Museums. Am 20. November 1985, anlässlich des Gipfeltreffens in Genf ihrer Ehemänner, legten die Frauen der damaligen Staatschefs der Vereinigten Staaten und der Sowjetunion, Nancy Reagan und Raissa Gorbatschowa, zusammen mit Ursula Furgler, der Ehefrau des schweizerischen Bundespräsidenten Kurt Furgler, gemeinsam den Grundstein zum Bau. Fast drei Jahre später, am 29. Oktober 1988, wurde das Museum durch den damaligen Schweizer Bundespräsidenten Otto Stich eingeweiht. Ein Teil der Exponate für die Ersteinrichtung kam aus der seit 1974 bestehenden Ausstellung des Henry-Dunant-Institutes. Finanziert wurden der Bau und die Einrichtung, die etwa 24 Millionen Schweizer Franken kosteten, durch Spenden von ca. 300 privaten Personen, Firmen und öffentlichen Institutionen. Am 18. Juli 2003 wurde der einmillionste Besucher empfangen. Von der Eröffnung (1988) bis zum Umbau (2011–2013) besuchten 1'796'249 Menschen aus 174 Ländern, davon 51 % unter 25 Jahren, das Museum. In den letzten fünf Jahren vor dem Umbau besuchten jährlich durchschnittlich etwa 100.000 Menschen das Museum.
Das Museum wurde nach einem entsprechenden Wettbewerb von den Architekten Pierre Zoelly (Zürich), Georges Haefeli (La Chaux-de-Fonds) und Michel Girardet (Genf) gestaltet. Es ist in Genf in der Avenue de la Paix auf halber Höhe in den Hügel hineingebaut, auf dem sich der Hauptsitz des Internationalen Komitees vom Roten Kreuz befindet. Damit liegt es direkt gegenüber dem Palais des Nations, ehemals Sitz des Völkerbundes und heute die europäische Zentrale der Vereinten Nationen. Der Weg zum Eingang führt durch einen Graben und anschliessend in einen Innenhof. Diesen überspannen auf zwei grossen Segeln die Symbole der Bewegung, das Rote Kreuz und der Rote Halbmond. Diese Konstruktion soll das Wirken der Delegierten im Feld, unter dem Schutz der beiden Zeichen und oft verborgen vor der Öffentlichkeit, versinnbildlichen.
Vor dem Eingang befindet sich die 1979 von Carl Bucher geschaffene Skulptur „Die Versteinerten“, die in Form von lebensgrossen, gefesselten Figuren das Leid der Opfer von Menschenrechtsverletzungen und Gewalt darstellt. Bei der Innengestaltung des Museums wurden technische Installationen wie Wasser- und Stromleitungen bewusst offen sichtbar in das Gebäude gebaut, wodurch der provisorische Charakter der praktischen Rotkreuz-Arbeit symbolisiert werden soll.
Die Gesamtfläche des Museums umfasst 3640 Quadratmeter auf drei Ebenen, davon 2065 Quadratmeter Ausstellungsfläche. Im Museum befindet sich darüber hinaus ein Restaurant, ein Auditorium mit Multimediabereich und ein Museumsshop.
Zwischen Juni 2011 und Mai 2013 war das Museum aufgrund umfangreicher Umbauarbeiten geschlossen.

### Verwaltung und Finanzierung
Träger ist die Stiftung Fondation du Musée international de la Croix-Rouge et du Croissant-Rouge.
Direktor des Museums ist seit Juni 1998 der Kunsthistoriker Roger Mayou, der zuvor als stellvertretender Konservator im Museum für Kunst und Geschichte in Freiburg und als Berater für die Kunstsammlung des Finanzdienstleisters UBS tätig war. Als Kuratorin ist Loa Haagen Pictet für die Betreuung der Ausstellung zuständig, die visuelle Konzeption wurde von Roger Pfund und Nicolas Bouvier gestaltet. Das Museum hat 16 angestellte und etwa 50 ehrenamtliche Mitarbeiter.
Neben Einnahmen aus Eintrittsgeldern, Spenden, der finanziellen Unterstützung durch den Freundeskreis des Museums (AMICR) und dem Verkauf im Museumsshop sind die Schweizer Bundesregierung (ca. 965.000 Schweizer Franken pro Jahr), der Kanton Genf (ca. 560.000 Schweizer Franken pro Jahr) und das IKRK (ca. 200.000 Schweizer Franken pro Jahr) an der Finanzierung der laufenden Kosten beteiligt. Aus juristischer Sicht ist das Museum eine privatrechtliche Stiftung unter Bundesaufsicht.

## Inhaltliche Gestaltung

### Dauerausstellung 1988–2011

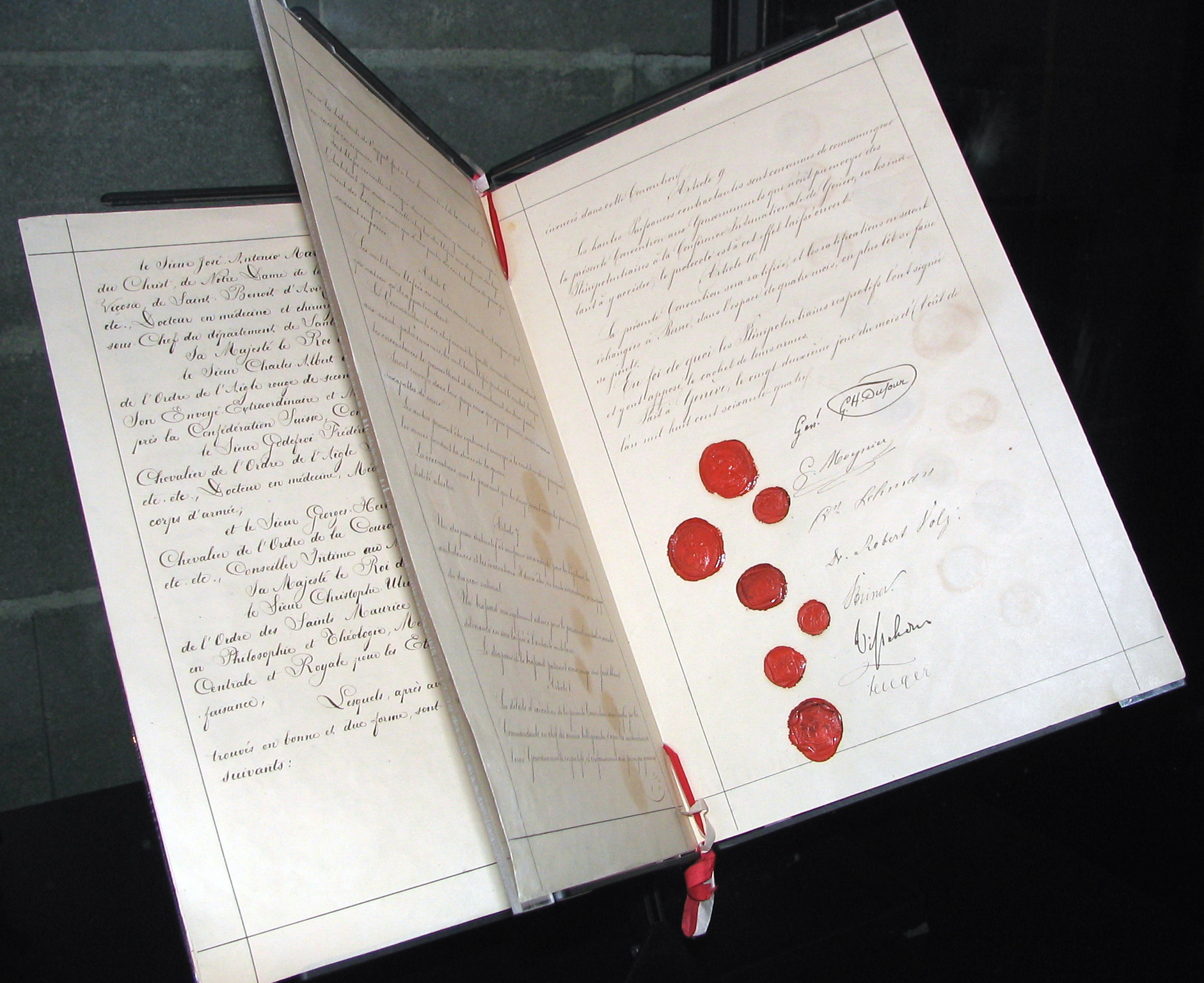
Originaldokument der ersten Genfer Konvention von 1864; seit Juni 2002 im Museum als Leihgabe des Schweizer Bundesarchivs

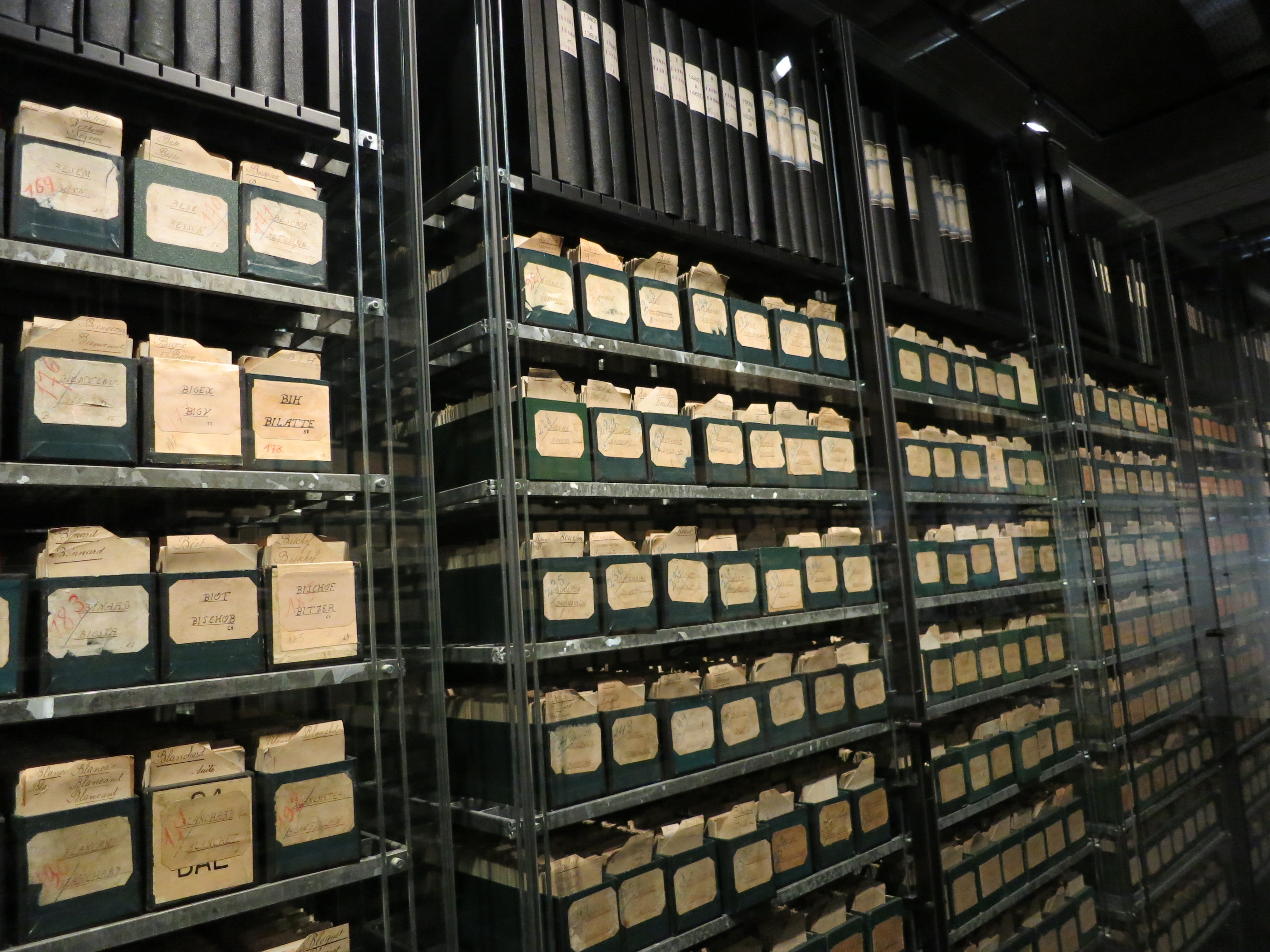
Die Kriegsgefangenenkartei des Internationalen Komitees vom Roten Kreuz (IKRK) aus dem Ersten Weltkrieg; Dauerleihgabe des IKRK

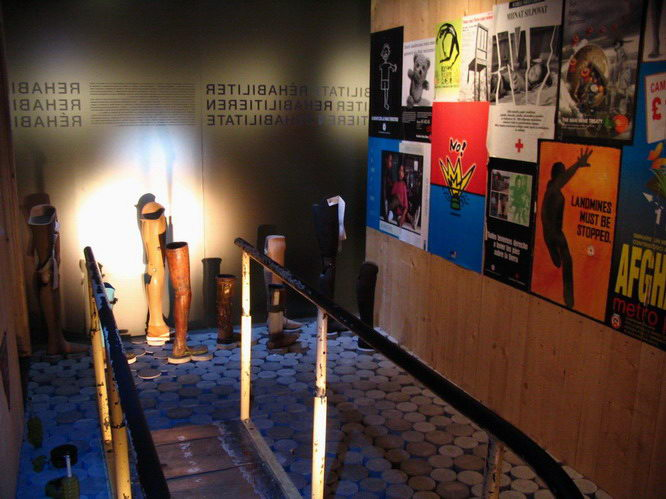
Darstellung der Auswirkung von Landminen in Raum 11 der vormaligen Dauerausstellung

Die erste Dauerausstellung des Museums widmete sich in elf Räumen verschiedenen Aspekten der Geschichte und Aktivitäten der Internationalen Rotkreuz- und Rothalbmond-Bewegung. Der Raum 1 „Leben erhalten durch Schriften“ dokumentierte die Kraft und Bedeutung des geschriebenen Wortes im Einsatz für den Schutz des menschlichen Lebens. Zentrales Exponat dieses Raums waren sechs sich durch die Beleuchtung optisch überlagernde Schleier, auf denen in verschiedenen Sprachen und Schriften Aussagen zur Achtung vor dem Leben wiedergegeben waren. Im Raum 2 „Leben erhalten durch persönlichen Einsatz“ wurden anhand des Gründers der Rotkreuz-Bewegung Henry Dunant, der englischen Krankenschwester Florence Nightingale, des russischen Chirurgen Nikolai Pirogow und der amerikanischen Freiwilligen Clara Barton Beispiele für persönliches Engagement zugunsten von Kriegsopfern gezeigt. Der Raum 3 „Die Schlacht von Solferino (24. Juni 1859)“ war dem Ereignis gewidmet, das Henry Dunant in seinem Buch „Eine Erinnerung an Solferino“ beschrieb und das den Anstoss zur Gründung des Internationalen Komitees vom Roten Kreuz gab. Die Geschichte und Bedeutung dieser Schlacht wurde durch ein Diapanorama aus zeitgenössischen Darstellungen verdeutlicht. Thema des Raums 4 war „Die Gründung des Roten Kreuzes (1862-1863)“. Hier wurde unter anderem eine Plastik des amerikanischen Bildhauers George Segal unter dem Titel „Henry Dunant an seinem Schreibtisch“ gezeigt. Der Raum 5 „Auf dem Weg zur Universalität (1864-1914)“ zeigte anhand von Zeittafeln und verschiedenen Exponaten den Weg des Roten Kreuzes zu einer weltweiten Bewegung.
Dem Ersten Weltkrieg waren der Raum 6 „Die Kriegsgefangenen (1914-1918)“ und der Raum 7 „Der Erste Weltkrieg (1914-1918)“ gewidmet. Als zentrales Exponat wurde als Dauerleihgabe die vollständige, aus ca. sieben Millionen Karten bestehende Kriegsgefangenenkartei der Internationalen Zentralstelle für Kriegsgefangene des Internationalen Komitees vom Roten Kreuz aus dem Ersten Weltkrieg gezeigt. Der Raum 8 „Die Zwischenkriegszeit (1919-1939)“ zeigte die Herausforderung des IKRK durch innerstaatliche Konflikte, die Entstehung der Liga der Rotkreuz-Gesellschaften und die Aufnahme des Roten Halbmondes als neues Schutzzeichen in die Genfer Konventionen. Der Raum 9 „Der Zweite Weltkrieg (1939-1945)“ dokumentierte das Wirken des IKRK und der Liga während des Zweiten Weltkrieges. Im Raum 10 „Von 1945 bis in die 80er Jahre“ wurde vor allem anhand von Plakaten aus aller Welt die Arbeit der Rotkreuz- und Rothalbmond-Organisationen vor Ort gezeigt. Der 1999 neu gestaltete Raum 11 „Heute“ veranschaulichte in fünf Ausstellungseinheiten aktuelle Aktivitäten der Bewegung. Im Bereich „Überwinden“ wurden beispielhaft Hilfsaktionen bei Naturkatastrophen dokumentiert, der Bereich „Verbessern“ war ausgewählten sozialen Programme einiger nationaler Gesellschaften gewidmet. In der Ausstellungseinheit „Rehabilitieren“ wurden die Hilfsmassnahmen der Bewegung für Minenopfer vorgestellt, im Abschnitt „Schützen“ der Einsatz für Gefangene. Hier konnte beispielsweise eine in ihren Originalabmessungen nachgebaute Zelle besichtigt werden, die ein Delegierter während eines Gefangenenbesuchs besucht hat. Der Bereich „Verbinden“ zeigte die Arbeit des Roten Kreuzes bei der Suche nach Vermissten und der Wiederzusammenführung von Familien. Zentrales Exponat war eine Sammlung von Polaroid-Fotos von Kindern in Ruanda, die das IKRK nach dem Völkermord im Jahr 1994 zur Suche nach den Eltern dieser Kinder anfertigte.

### Dauerausstellung seit 2013:Das humanitäre Abenteuer
Die Ausstellung des Museums wurde im Rahmen umfangreicher Umbaumaßnahmen vom Juni 2011 bis 2013 grundlegend neu gestaltet, wobei man sich vom traditionellen Museumskonzept entfernte. Die Dauerausstellung «Das humanitäre Abenteuer» soll Emotionen, Entdeckungen und Denkanstösse vermitteln sowie einen Einblick in die humanitäre Arbeit erlauben.
In drei Ausstellungseinheiten werden die Herausforderungen unserer Zeit von bekannten Architekten aus verschiedenen Kulturkreisen thematisiert: «Die Menschenwürde verteidigen» (Gringo Cardia, Brasilien), «Familienbande wiederherstellen» (Diébédo Francis Kéré, Burkina Faso), «Risiken von Naturgefahren begrenzen» (Shigeru Ban, Japan).
Dazu ist ein gemeinsames Besucherzentrum des Museums und des IKRK entstanden.

### Sonderausstellungen
Innerhalb der Ausstellungsfläche werden 215 Quadratmeter für wechselnde Sonderausstellungen genutzt. Diese sind vor allem Themen gewidmet, die in der Dauerausstellung nicht oder nur ansatzweise dargestellt sind, insbesondere einzelnen historischen Aspekten und aktuellen Ereignissen oder Aktionen aus der Gegenwart. Zu den Sonderausstellungen gehörten unter anderem:
- „Das Kind im Krieg“
- „Vom Gewehr zur Tragbahre“
- „Help, Beruf: Helfer“
- „WAR - USA – Afghanistan – Irak“
- „Kambodscha 1975–1979. Chronik eines Völkermordes“
- „Im Feld. Von Solferino bis Guantanamo“

### Sammlungen
Das Museum verfügt über eine Reihe von Sammlungen, welche die Geschichte der Internationalen Rotkreuz- und Rothalbmond-Bewegung dokumentieren, unter anderem auch Deponate des Internationalen Komitees vom Roten Kreuz und der Internationalen Föderation der Rotkreuz- und Rothalbmond-Gesellschaften. Zu diesen Sammlungen gehören ca. 15.000 Fotografien aus allen Zeiten und Einsatzgebieten der Rotkreuzgeschichte, ca. 950 Filmtitel und ca. 3000 Plakate. Darüber hinaus besitzt das Museum Sammlungen von Rotkreuz-Briefmarken, Medaillen und Abzeichen sowie ca. 500 Gegenstände, die von Gefangenen hergestellt und als Geschenke an IKRK-Delegierte übergeben wurden. Einige dieser Werke werden im Rahmen der Dauerausstellung gezeigt.